# ポスティリオーネ
ポスティリオーネ（伊: Postiglione）は、イタリア共和国カンパニア州サレルノ県にある、人口約2,100人の基礎自治体（コムーネ）。

## 地理

### 位置・広がり

#### 隣接コムーネ
隣接するコムーネは以下の通り。
- アルタヴィッラ・シレンティーナ
- カンパーニャ
- カステルチーヴィタ
- コントローネ
- コントゥルシ・テルメ
- セッレ
- シチニャーノ・デッリ・アルブルニ

## 行政

### 分離集落
ポスティリオーネには、以下の分離集落（フラツィオーネ）がある。
- Acquara, Canneto, Lago Rosso, Pescara, Selva Nera, Terzo di Mezzo.